# Porta nord del battistero di Firenze
La Porta nord del battistero di Firenze fu realizzata da Lorenzo Ghiberti tra il 1403 e il 1424 e rappresenta il suo primo capolavoro, prima della celeberrima Porta del Paradiso. L'opera è firmata al centro, sopra le formelle della Natività e dell'Adorazione dei Magi: "OPVS LAUREN/TII•FLOREN/TINI". Dopo il restauro del 2013-2015 (durante il quale è stata rimessa in luce gran parte della doratura originale) la porta è stata esposta nel nuovo Museo dell'Opera del Duomo e sostituita da una copia.

## Storia

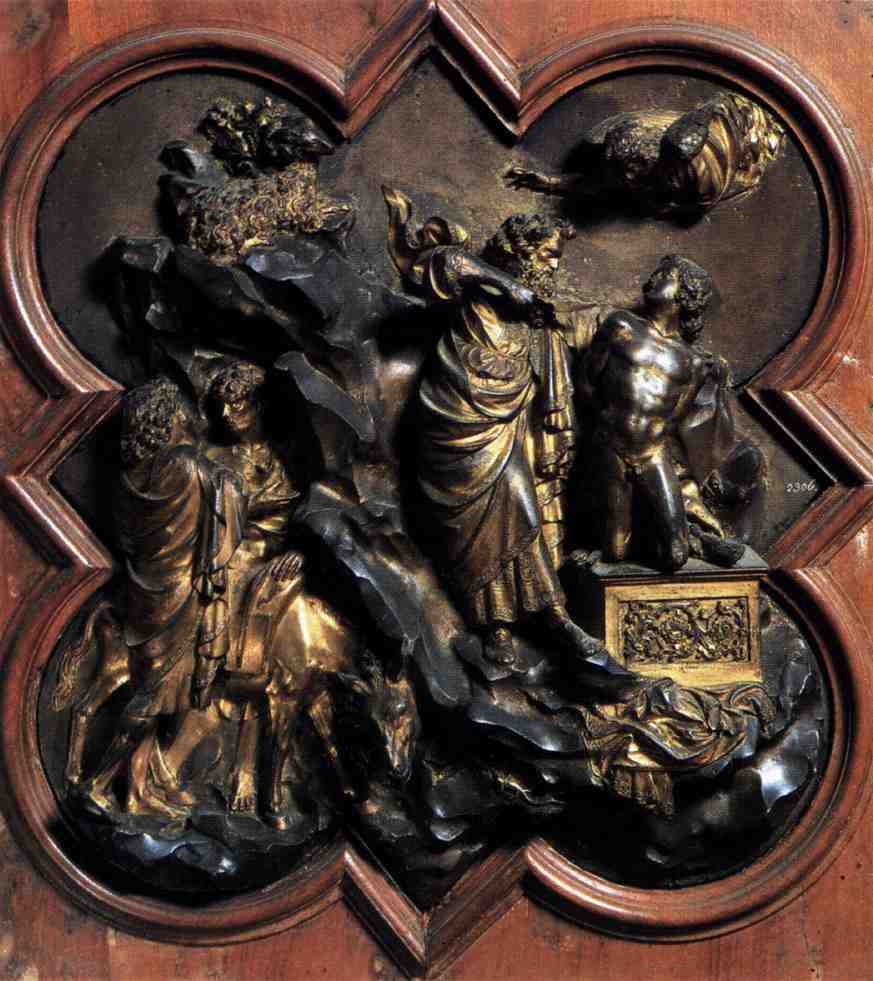
Il Sacrificio di Isacco di Ghiberti

Nel 1401 l'Arte di Calimala, responsabile del battistero di San Giovanni, bandì un concorso per realizzare la porta nord, a sessantacinque anni dal completamento della prima porta, quella est (oggi a sud) di Andrea Pisano. Vi parteciparono vari artisti sia fiorentini che stranieri, tra cui spiccavano Jacopo della Quercia, senese, e i due giovani orefici fiorentini Lorenzo Ghiberti e Filippo Brunelleschi. Essi si misurarono sul tema del Sacrificio di Isacco, con forme e dimensioni del tutto analoghe a quelle delle formelle della porta già esistente, e furono giudicati l'anno successivo da una commissione formata da 30 artefici vari e quattro consoli dell'Arte di Calimala. Le fonti sono discordanti sul risultato. Ghiberti nei suoi Commentari si attribuì una vittoria cristallina, mentre il biografo di Brunelleschi riportò di una vittoria pari merito, con il ritiro di quest'ultimo alla prospettiva di dover cooperare col rivale.
In ogni caso la commissione andò a Ghiberti che, aiutato dal padre e orefice Bartoluccio, si mise all'opera. La documentazione relativa alla porta è abbastanza copiosa e nota soprattutto da spogli sei-settecenteschi. Il contratto di allogazione è datato 23 novembre 1403, in cui si stabiliva che Lorenzo dovesse curare personalmente le figure, gli alberi e simili, permettendogli di avere alcuni aiuti tra cui Bartoluccio e altri. A padre e figlio spettava un corrispettivo di duecento fiorini l'anno, vigilati da una commissione di tre membri tra cui Palla Strozzi (che pure fu committente di Ghiberti). Era prevista una media di tre rilievi l'anno, con un inizio dei lavori al 1º dicembre, ma alcuni lavori preliminari ritardarono l'avvio. Si trattò probabilmente delle discussioni relative al soggetto, con il cambio di scelta dal Vecchio al Nuovo Testamento. Le fasi di disegno e fusione occuparono alcuni anni, ma fu soprattutto il lunghissimo lavoro di rinettatura e doratura a richiedere un intero ventennio, con una schiera di aiutanti. Una nota di pagamento di datazione incerta, tra il 1404 e il 1407, elencò Lorenzo e undici aiuti (tra cui non Bartolo, poiché implicitamente capo-bottega col figlio), in cui figuravano Giuliano di ser Andrea, Bernardo Ciuffagni e il giovane Donatello, circa ventenne; gli altri erano Bandino di Stefano, Giovanni di Francesco, Michele di Nicolai, Michele detto "Scalcagna", Jacopo d'Antonio da Bologna, Domenico di Giovanni, Maso di Cristofano (da qualcuno identificato con Masolino) e Antonio di Tommaso (nipote del Bandino).
Il 1º giugno 1407, non essendo più rispettabile la consegna di tre rilievi l'anno, venne stipulato un nuovo contratto, in cui Lorenzo figura come capobottega e Bartolo è tra gli aiuti. Il maestro vi si impegnava a non accettare altre commissioni senza il permesso dei consoli dell'Arte di Calimala e a lavorare personalmente la cera e il bronzo, in particolare il cesello delle fusioni, specialmente per quelle parti che richiedevano più cure, come i nudi o le capigliature. Vi si indicava anche una clausola secondo cui, per un anno dopo il termine dei lavori, l'artista doveva restare a disposizione dell'arte prima di accettare altri lavori: probabilmente si era soddisfatti del risultato parziale e si pensava già alla terza porta. Vi sono elencati ventuno aiuti, tra cui ancora Donatello (che però lasciò l'impresa poco dopo) e Paolo Uccello; un documento successivo riporta anche il nome di Michelozzo.

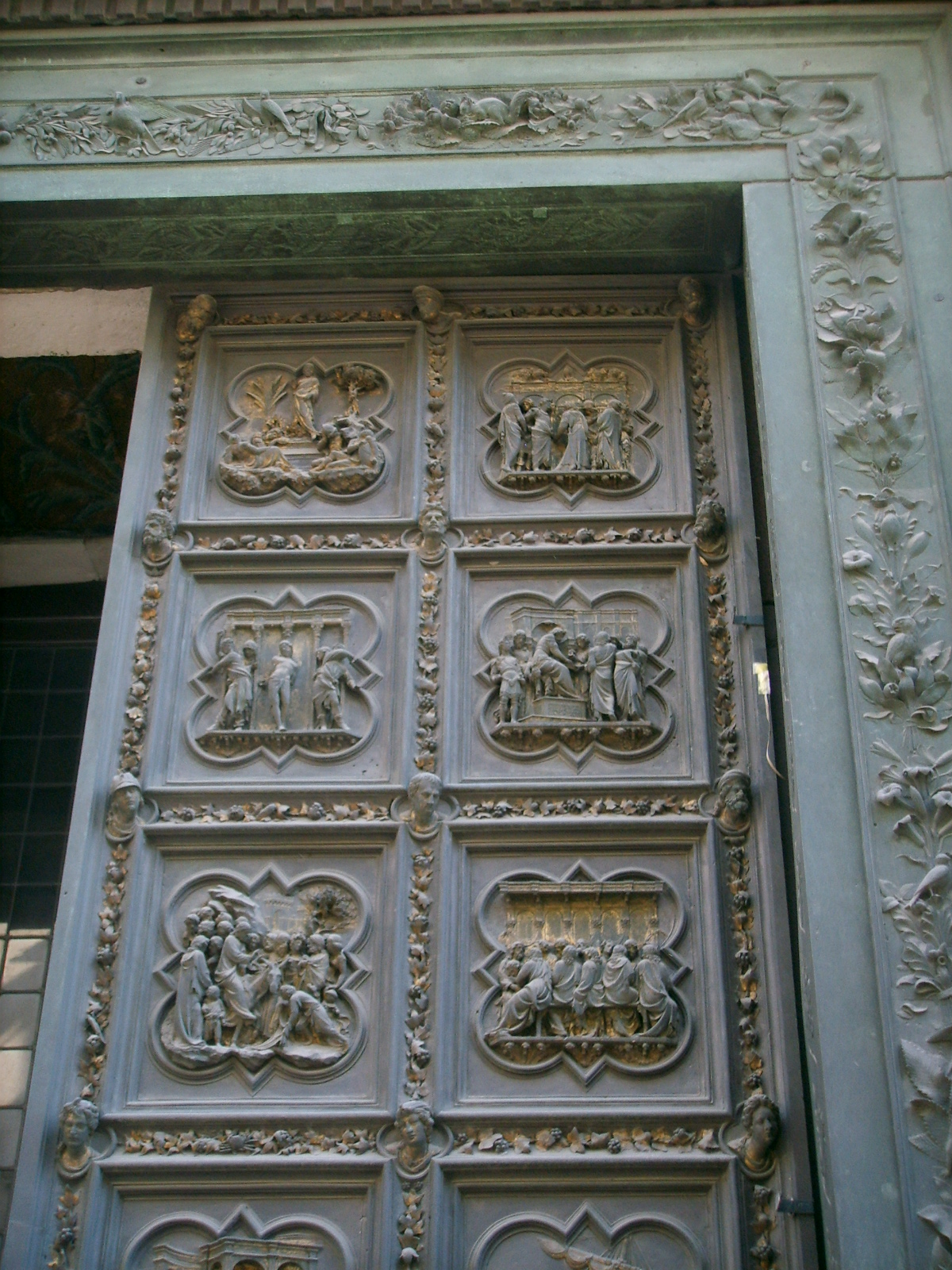
Veduta

Su come procedesse il lavoro non si hanno notizie, ma si pensa che entro il 1415 la maggior parte dei rilievi fosse stata gettata e che gli anni successivi furono necessari soprattutto per il lungo lavoro di rifinitura e doratura. La tecnica della cera persa, infatti, non aveva ancora raggiunto una piena dimestichezza e usando leghe abbastanza vischiose, i rilievi uscivano dallo stampo di terracotta come degli abbozzi piuttosto rudi, che andavano poi levigati, integrati nelle eventuali lacune, e corredati di tutti quei dettagli del prodotto finito.
Nel marzo 1423 si deliberò la parziale doratura della porta, per accrescerne il prestigio: secondo il Krautheimer in questo periodo vennero creati anche il telaio e il disegno degli stipiti (fusi probabilmente dopo il 1424). Solo per la doratura e il montaggio fu necessario un anno intero. Il 29 aprile 1424, dopo che il Ghiberti ebbe ricevuto un compenso totale di 22.000 fiorini (la notizia è del Ghiberti stesso), la porta fu collocata nel lato est, rivolto a Santa Maria del Fiore, facendo forse spostare la precedente porta del Pisano a sud; come è noto venne poi spostata in quello nord nel 1452 per far posto alla Porta del Paradiso.
Col tempo, la sporcizia e l'ossidazione avevano completamente ricoperto le dorature. Durante la seconda guerra mondiale le porte vennero rimosse per protezione e furono sottoposte ad analisi che permisero una pulitura, prima di essere ricollocate nel 1948.
Tra gli studiosi che maggiormente si sono occupati della porta spiccano il Frey (edizione delle Vite del Vasari del 1911), R. Krautheimer (1956, 1970, 1982) e i curatori del ricco catalogo della mostra ghibertiana del 1978-1979.
Dal marzo 2013, la porta è in restauro presso l'Opificio delle Pietre Dure di Firenze, il laboratorio di restauro che per 27 anni ha studiato soluzioni per il restauro della Porta del Paradiso. Grazie alla maturata esperienza dell'Opificio, la durata del restauro della porta nord è stato stimata in circa un anno, dopodiché verrà collocata nel museo dell'Opera del Duomo, ed una copia prenderà il suo posto sul battistero.

## Descrizione

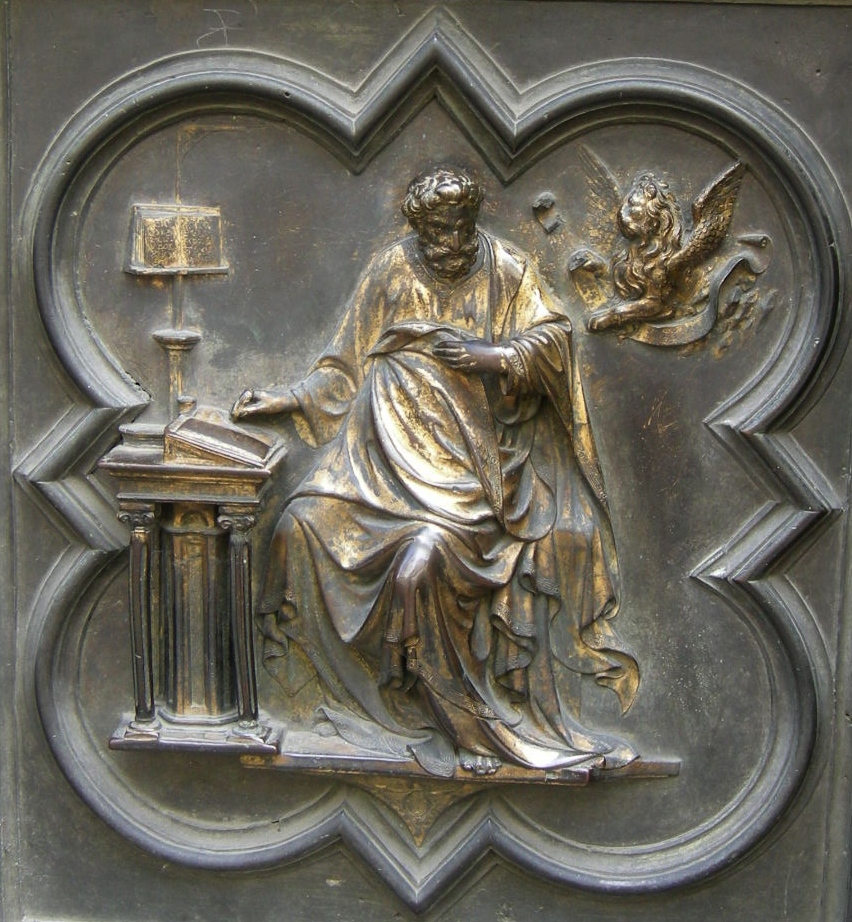
San Marco

La porta riprese fedelmente lo schema della porta di Andrea Pisano, con ventotto formelle a cornice mistilinea (quadrilobo), disposte in sette file di quattro, due per battente. Rappresentano le storie del Nuovo testamento, dall'Annunciazione alla Pentecoste, che vanno lette dal basso verso l'alto, da sinistra verso destra, a partire dalla terza fila dal basso: tale disposizione venne scelta per avere il culmine drammatico, in alto, delle storie della Passione. Le prime due file in basso invece mostrano i quattro Evangelisti e, sotto, i quattro Dottori della Chiesa.
Il telaio contiene agli angoli delle formelle quarantasette testine di Profeti e Sibille entro cornici a lobo, sei per fila tranne l'ultima in basso dove se ne contano solo cinque (manca quella centrale del battente sinistro, probabilmente per non disturbare la chiusura della porta); tra una formella e l'altra si trovano poi motivi vegetali (edera), con vari animaletti. Questi animali avevano probabilmente una valenza amuletica in quanto nocivi per le coltivazioni e quindi si sperava così, affidandosi a Cristo, di allontanarli dai raccolti ed evitare le carestie. Essi vennero modellati facendo verosimilmente calchi dal naturale sui corpi di insetti, crostacei, anfibi e rettili, secondo una tecnica già descritta da Cennino Cennini ma conosciuta solo a partire da questa opera. Anche negli stipiti e nell'architrave, completati in fretta dagli assistenti di Ghiberti dopo lo spostamento della porta sul lato nord (la cornice originaria è rimasta infatti sul lato est) si trovano ghirlande in bronzo con varie piante, animate da uccelli, rettili e mammiferi che beccano i frutti o si posano tra i rami, anche in questo caso con significati scaramantici.
La testina 26 (quinta fila dall'alto, seconda da sinistra) contiene l'autoritratto dell'artista, indossante un turbante, probabilmente il primo ritratto realistico del Rinascimento.

## Stile

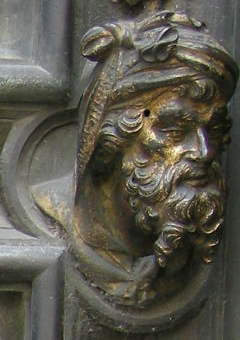
Una testina

Le fonti di ispirazione per Ghiberti furono molteplici, dall'arte classica al gotico toscano dei primi decenni del Trecento (Nicola e Giovanni Pisano, Arnolfo di Cambio), dall'oreficeria alla miniatura d'oltralpe e lombarda, oltre naturalmente al modello offerto dall'altra porta di Andrea Pisano. Il risultato fu particolarmente felice grazie all'assimilazione profonda di questi modelli, al gusto sicuro dell'artista e alla sua inesauribile fantasia creativa.
Domina in generale l'eleganza lineare di matrice tardogotica, in cui però ogni figura è pienamente godibile sia a sé, sia nella composizione generale. Le figure sono sporgenti entro i quadrilobi gotici, ma più caratterizzate (rispetto all'altra porta trecentesca) da un punto di vista spaziale e prospettico, con un'acuta individuazione fisiognomica, soprattutto nelle testine.
Numerosi sono i rimandi formali tra le figure, i toni qua e là da balletto, i raffinati hanchement, a cui si aggiunge la perfetta resa di animali, piante, oggetti e architetture. Nelle formelle più basse spicca la cura con cui sono resi i pezzi di mobili vicino a Evangelisti e Dottori, i cui panni fluiscono con solennità ma anche con un piglio reale, che non incede mai in eccessive artificiosità di maniera. Ciò che stupisce inoltre è la poeticità viva dell'insieme, gradevole mediazione tra la tradizione e l'irruente rivoluzione brunelleschiana ripresa poco dopo da Donatello.
Squisiti sono i tralci vegetali delle cornici, egregiamente modellate le testine, che rappresentarono una felice novità rispetto alle più rigide rosette e teste leonine della porta di Andrea Pisano.

## Ricostruzione
|  |                         |  |                             |  |  |                            |  |                              |  |
|  |                         |  |                             |  |  |                            |  |                              |  |
|  | 17. Salita al Calvario  |  | 18. Crocifissione           |  |  | 19. Resurrezione           |  | 20. Pentecoste               |  |
|  |                         |  |                             |  |  |                            |  |                              |  |
|  | 13. Orazione nell'Orto  |  | 14. Cattura di Gesù         |  |  | 15. Flagellazione          |  | 16. Gesù dinanzi a Pilato    |  |
|  |                         |  |                             |  |  |                            |  |                              |  |
|  | 09. Trasfigurazione     |  | 10. Resurrezione di Lazzaro |  |  | 11. Ingresso a Gerusalemme |  | 12. Ultima cena              |  |
|  |                         |  |                             |  |  |                            |  |                              |  |
|  | 05. Battesimo di Cristo |  | 06. Tentazione nel deserto  |  |  | 07. Cacciata dei mercanti  |  | 08. Gesù cammina sulle acque |  |
|  |                         |  |                             |  |  |                            |  |                              |  |
|  | 01. Annunciazione       |  | 02. Natività                |  |  | 03. Adorazione dei Magi    |  | 04. Disputa nel Tempio       |  |
|  |                         |  |                             |  |  |                            |  |                              |  |
|  | 21. San Giovanni        |  | 22. San Matteo              |  |  | 23. San Luca               |  | 24. San Marco                |  |
|  |                         |  |                             |  |  |                            |  |                              |  |
|  | 25. Sant'Ambrogio       |  | 26. San Girolamo            |  |  | 27. San Gregorio           |  | 28. Sant'Agostino            |  |

| Elenco delle scene |
| 1. Annunciazione 2. Natività 3. Adorazione dei Magi 4. Disputa con i dottori 5. Battesimo 6. Tentazioni nel deserto 7. Cacciata dei mercanti dal tempio 8. Gesù cammina sulle acque e salva Pietro 9. Trasfigurazione 10. Resurrezione di Lazzaro 11. Ingresso a Gerusalemme 12. Ultima cena 13. Veglia nell'orto degli ulivi 14. Cattura di Gesù 15. Flagellazione 16. Gesù dinanzi a Pilato 17. Salita al Calvario 18. Crocifissione 19. Resurrezione 20. Pentecoste 21. San Giovanni Evangelista 22. San Matteo 23. San Luca 24. San Marco 25. Sant'Ambrogio 26. San Girolamo 27. San Gregorio 28. Sant'Agostino |

## Note

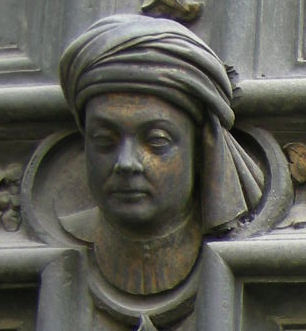
Autoritratto di Ghiberti